# Arroyo del Pez
El arroyo del Pez es un curso de agua del interior de la península ibérica, subafluente del río Alagón y perteneciente a la cuenca hidrográfica del Tajo. Su recorrido discurre íntegramente por el norte de la provincia española de Cáceres. Con una longitud de unos 14 km, nace en el término municipal de Pozuelo de Zarzón y desemboca en la margen derecha del arroyo Grande en los regadíos cercanos a Morcillo. El arroyo del Pez destaca por ser el principal curso de agua que atraviesa el casco urbano de Montehermoso.

## Recorrido
Nace en el término municipal de Pozuelo de Zarzón, en una zona de pequeñas colinas conocida como la "Loma de Piedra Hincada". A escasos metros de su nacimiento, junto a otros arroyos forma el embalse de Montehermoso, cuya presa se ubica en el vecino municipio de Montehermoso. El arroyo sale del embalse hacia el sur siguiendo la carretera provincial CC-160, y atraviesa el casco urbano de Montehermoso dividiéndolo en dos partes por una zona de huertos; en este trazado urbano se ha creado el paseo de San Cristóbal, una gran avenida ajardinada que alberga la ermita de San Cristóbal.
Tras pasar bajo la carretera autonómica EX-370, el arroyo sale del casco urbano de Montehermoso hacia el suroeste, entrando en la Dehesa Boyal de Montehermoso, espacio natural que desde 2014 está protegido por la Junta de Extremadura como "parque periurbano de conservación y ocio". El recorrido del arroyo por esta dehesa boyal incluye restos históricos de su uso tradicional, como molinos y pasaderas. El arroyo sale de la dehesa hacia el sur por un terreno escarpado conocido como las "Cuestas de Morcillo", tras el cual llega a la llanura de los regadíos del río Alagón.
En su curso bajo, el arroyo recorre una zona de regadío en paralelo a la carretera que lleva a Morcillo, entrando ya en el término municipal de Guijo de Galisteo. El arroyo pasa unos quinientos metros al este de la ermita de Nuestra Señora de los Antolines. Desemboca en el arroyo Grande, en el tramo en el que este último arroyo marca el límite con el vecino municipio de Morcillo. La desembocadura tiene lugar en las afueras nororientales del casco urbano morcillano, unos trescientos metros al norte del puente que da acceso al pueblo.